# RAF Ashbourne
RAF Ashbourne Airport var en flygbas i Storbritannien.   Den ligger i grevskapet Derbyshire och riksdelen England, i den södra delen av landet, 200 km nordväst om huvudstaden London. RAF Ashbourne Airport ligger 188 meter över havet.
Terrängen runt RAF Ashbourne Airport är platt åt sydost, men åt nordväst är den kuperad. Terrängen runt RAF Ashbourne Airport sluttar söderut. Runt RAF Ashbourne Airport är det ganska tätbefolkat, med 166 invånare per kvadratkilometer. Närmaste större samhälle är Derby, 17,9 km sydost om RAF Ashbourne Airport. Omgivningarna runt RAF Ashbourne Airport är en mosaik av jordbruksmark och naturlig växtlighet.